# Roy Arad
Roy Arad (también conocido como Roy "Chicky" Arad, en hebreo:  רועי ארד, רועי צ'יקי ארד) es un poeta, músico, escritor y artista israelí. Nacido en Beer-Sheva (Israel) en 1977.
Participó en el año 2000 en el Festival de Eurovisión como componente del grupo Ping-Pong con el tema "Sameakh (Be happy)". Es uno de los artistas que más se manifestaron en contra de la última guerra contra el Líbano.

## Activismo Cultural
Arad es uno de los presidentes de "free academy", una asociación de artistas israelíes que promueven distintas actividades culturales, y es junto a Joshua Simon editor de Maayan, un magazine israelí sobre poesía, literatura, arte e ideas.
En 2001, durante la Intifada, Chicky fue uno de los fundadores de la agrupación "Rave against occupation" (Raves en contra de la ocupación), quienes mediante fiestas-protestas en conjunto con artistas árabes e israelíes reclamaban por el fin de la ocupación del Estado de Israel en los territorios palestinos.

## Arte Plástico
Chicky usualmente utiliza el programa Paint para realizar sus obras.
Su primera exposición consistió en presentar su trabajo, en los monitores de 30 ordenadores antiguos.
Junto Rafram Hadad y Lance Hunter, Chicky ayudó a organizar "One Pink Rose" una Mega-Exhibición para apoyar la lucha de los "presos de conciencia" en las cárceles militares israelíes quienes se negaron a servir a las fuerzas armadas dentro de los territorios ocupados.

## Poesía
Chicky ha publicado tres libros. Su primer trabajo, “Hakooshi” (2000), es la adaptación del Haiku japonés, al hebreo (Kimo). Tres años después publica "Aerobics", finalmente, su último libro fue editado en 2004 y se titula "Paintings and poems 2000-2003".
El poema “The owl”, que trata acerca de la destrucción del centro urbano de las ciudades israelíes en favor de la construcción de gigantescos Shoppings, fue parte del trabajo de Michal Helfman incluido en su muestra en la feria de arte comteporáneo Venice Biennale en Italia.

## Música
Roy Chicky Arad ha editado gran cantidad de álbumes, la mayoría de ellos pueden ser descargados libremente de Internet. La música de Arad es ecléctica, parte de lo acústico, convive con la electrónica y finaliza en el glam rock.
Su último sencillo, "The Street", es un llamado en contra de la guerra contra en el Líbano.

## Discografía
- 2000 Sameyakh - שמייח (Junto a Ping Pong).
- 2000 Between Moral and Fashion (Junto a Ping Pong).
- 2002 Sonol (LP).
- 2004 Tourists, Come To Israel, It's A Nice Country (EP).
- 2005 Monstar (Junto a Chenard Walcker) .
- 2005 Sputnik In Love.
- 2005 Sputnik In Love - Remixes.
- 2005 Blue Orange (Junto a Chenard Walcker).
- 2005 I Vanunu (Junto a Chenard Walcker) .
- 2006 Good Friends.
- 2006 The street (Junto a Chenard Walcker).
- 2014 The Last Interesting Revolution (Junto a Cnaque/Pop)].

## Participación en el Festival de Eurovisión 2000
El 6 de enero del año 2000 la banda de Roy "Ping Pong", fue elegida internamente por la televisión pública israelí IBA para representar a su país en el Festival de la Canción de Eurovisión 2000 que se realizó en el Globen Arena de Estocolmo, Suecia. 
Desde un primer momento, la elección de Sameach trajo polémica. Se tildó a la canción de absurda e infantil, y su mensaje, un tanto bisexual (en el videoclip de la canción aparecen los miembros de la banda dándose besos con sus compañeros del mismo sexo) y sexista (parte de la canción dice: "yo quiero, yo quiero un pepino"; "me gustaría hacerlo todo el día con él) llevaron a la indignación general de los ortodoxos, sumándole críticas también de la población pro armamentista, ya que, la letra promueve un mensaje de paz con Siria.
Tras muchas críticas, e intentos por bajarlos de la carrera eurovisiva Ping Pong llegó a Estocolmo, ya sin el apoyo incondicional de la televisión israelita, que los desautorizó.
El grupo realizó una puesta divertida y atrevida, con una coreografía planeada, un poco de despecho incluido, besos entre los chicos, y finalmente banderas israelíes y sirias para finalizar la actuación con un grito de: "¡peace, peace!" (¡paz, paz!). El jefe de la delegación israelí aseguró con retirarlos de la competición si se decidían a mostrar la bandera de Siria ya que aseguraba que era "tan improcedente como hacer el amor escena" y que "los asuntos políticos nada tienen que ver con este festival".
Obtuvieron 7 puntos y finalizaron en la posición 22. Al llegar a Israel fueron duramente criticados, y los medios locales censuraron al grupo.